# Bayka
Die Bayerische Kabelwerke Aktiengesellschaft (kurz: Bayka AG) ist ein deutscher Kabelhersteller. Sie ist Teil der Wilms-Gruppe.
Die Bayerischen Kabelwerke produzieren und vertreiben in erster Linie Energie- und Starkstromkabel, Signal- und Fernmeldekabel sowie Telekommunikations- und Glasfaserkabel. Abnehmer sind Energieversorger, Bahn- und Verkehrsbetreiber sowie Telekommunikationsunternehmen.

## Tochterunternehmen
- Bayka Color Farbkonzentrate GmbH – Hersteller von Farbstoffen für die kunststoffverarbeitende Industrie.
- Bayka Berlin GmbH – Hersteller von Starkstromkabeln.
- Berliner Glasfaserkabel GmbH (BGF) – Hersteller von LWL-Kabeln.
- Bayka-Werkswohnungs-Gesellschaft mbH – Anbieter von Mietwohnungen.

## Geschichte
Die Bayka wurde 1885 als Riffelmacher & Engelhardt gegründet. Anfangs produzierte man leonische Waren wie Borden und Bänder. 1887 trat Otto Schrimpff in das Unternehmen ein. Nach ihm wurde die Otto-Schrimpff-Straße in Roth benannt. Über drei Generationen führte die Familie Schrimpff die Geschäfte des Unternehmens. 1898 wurde die Produktion von Kupferdraht als elektrischer Leiter begonnen und 1900 die nahtlose Gummiummantelung eingeführt. 1902 wurde Otto Schrimpff alleiniger Inhaber und 1904 wurde ein eigenes Gummiwerk errichtet. 1910 begann die Produktion von Erdkabeln. 1923 wurde das Unternehmen in eine Aktiengesellschaft mit dem Namen Bayerisches Kabelwerk, Riffelmacher & Engelhardt, Aktiengesellschaft umgewandelt.

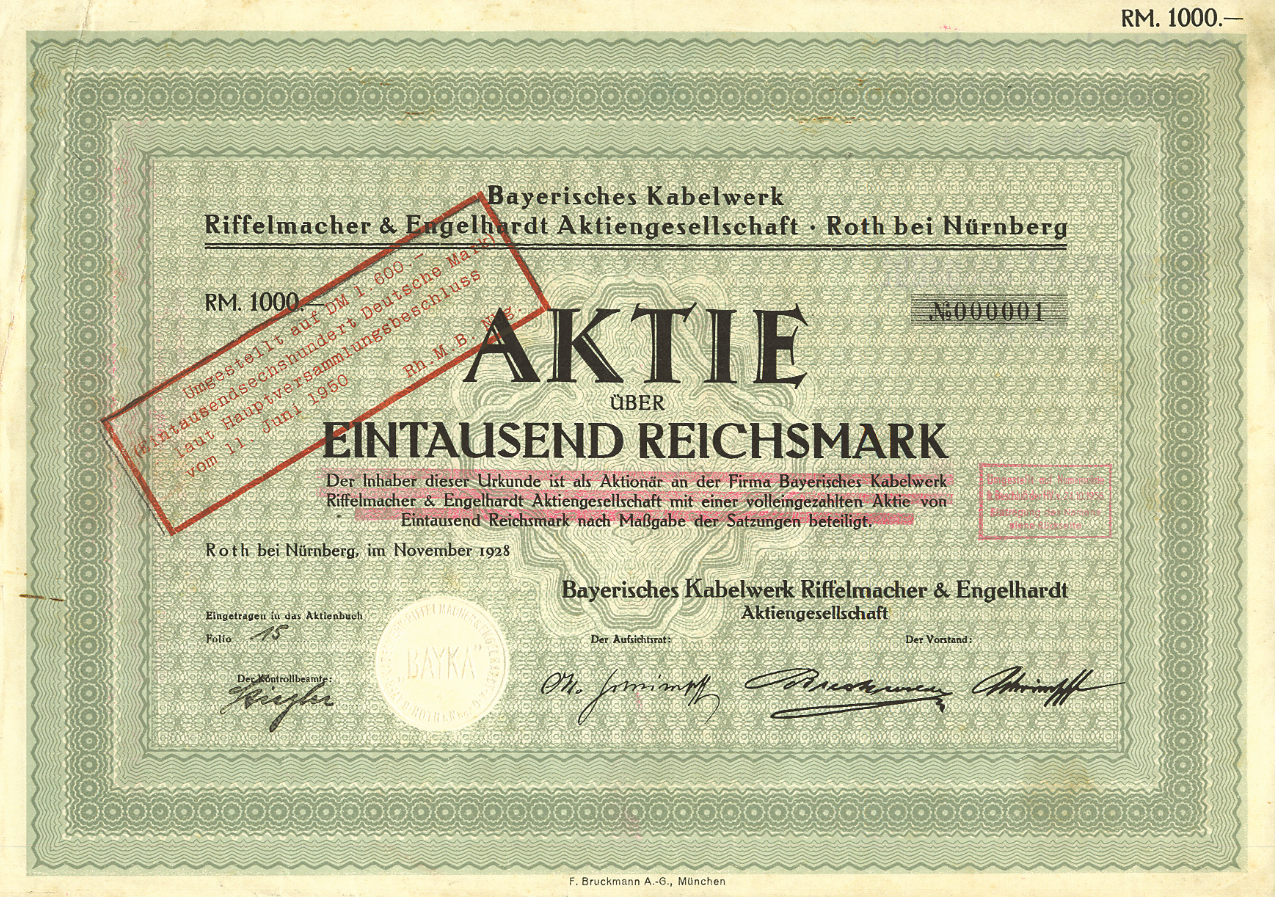
Bayka Aktie Nr. 000001 aus dem Jahr 1928 in Höhe von 1.000 ℛℳ

 1936 wurde ein eigener Unterstützungsverein gegründet. Den Zweiten Weltkrieg überstand die Bayka unbeschädigt und begann Mitte 1945 wieder mit der Produktion. 1954 wurde der erste Kunststoffextruder in Betrieb genommen. 1956 wurde der Name in Bayerische Kabelwerke AG geändert. Von 1959 bis 1965 wurden 85 Werkswohnungen errichtet. 1987 war Bayka Mitbegründer der Berliner Glasfaserkabel GmbH. 1993 starb Otto Schrimpff III und Günter Krauß übernahm die Leitung des Unternehmens. 2000 übernahm die Wilms-Gruppe die Aktienmehrheit. 2002 übernahm die Bayka das ehemalige Kerpenwerk in Berlin. 2005 übernahm Bayka die alleinige Führung der Berliner Glasfaserkabel (BGF). Seit 2016 wird unter der Marke Baykaplus eine eigene Produktlinie für Kabelzubehör betrieben.